# Aeroporto Internacional de Curitiba
O Aeroporto Internacional Afonso Pena (IATA: CWB, ICAO: SBCT) é um aeroporto internacional que serve a Região Metropolitana de Curitiba. Está localizado no município de São José dos Pinhais, no Paraná, a 18 km do centro de Curitiba.
Seu nome deriva da localidade onde foi construído, que homenageia o político mineiro Afonso Augusto Moreira Pena, presidente da república no início do século XX.
Em 2018 foi eleito o melhor aeroporto do Brasil, assim como nos dois anos anteriores, em pesquisa realizada entre os usuários e organizada pelo Ministério dos Transportes.

## História
O aeroporto foi aberto em 1944, como aeródromo militar, na então Colônia Afonso Pena, município de São José dos Pinhais. A iniciativa da construção foi do Exército dos Estados Unidos e contou com a participação do Ministério da Guerra do Brasil. O objetivo era estratégico, pois, em plena Segunda Guerra Mundial e com o conflito se estendendo por mais tempo, o local serviria para que aviões Aliados levantassem desta base para combater no Atlântico Sul a presença de submarinos e embarcações bélicas do Eixo.
Outro detalhe para a escolha do local foi a escolha do local, por engenheiros militares americanos, devido à formação de névoa espessa em algumas épocas do ano, o que ajudaria na camuflagem contra eventual ataque. O que era militarmente perfeito na época, hoje tornou-se um problema.
Com o fim da guerra, em 1946, o aeroporto começou a ser explorado comercialmente, recebendo fortes benefícios ao seu redor com o advento da Copa do Mundo de 1950. Em 1974, a Infraero assumiu sua administração.
Em 1997, a Infraero transferiu os voos regionais do Aeroporto de Bacacheri para o Afonso Pena, a fim de proporcionar mais conforto aos usuários.
Em abril de 2021, o governo federal levou a leilão o aeroporto. Nesta ocasião, a "Companhia de Participações em Concessões" (CPC), do grupo CCR, representada por sua subsidiária CCR Aeroportos arrematou o lote de nove aeroportos no Sul do Brasil, chamado de "Bloco Sul", o qual compreende quatros aeroportos do Paraná: Aeroporto Internacional Afonso Pena em São José dos Pinhais (Região Metropolitana de Curitiba); Aeroporto de Bacacheri em Curitiba, Aeroporto Internacional das Cataratas em Foz do Iguaçu e Aeroporto Governador José Richa, em Londrina; dois aeroportos em Santa Catarina: Aeroporto Lauro Carneiro de Loyola em Joinville, Aeroporto Internacional Ministro Victor Konder em Navegantes; três aeroportos no Rio Grande do Sul: Aeroporto Internacional Comandante Gustavo Kraemer em Bagé, Aeroporto Internacional João Simões Lopes Neto em Pelotas e Aeroporto Internacional Rubem Berta em Uruguaiana. O contrato entre o Governo Federal e a CCR Aeroportos terá duração de 30 anos.

## Localização
O aeroporto está localizado no município de São José dos Pinhais, a 18 quilômetros do centro da capital paranaense, próximo à BR-277, que corta o estado do litoral à fronteira com Paraguai e Argentina, e à BR-376,  corredor que liga Curitiba a Santa Catarina e Rio Grande do Sul..

## Infraestrutura

### Dados técnicos
- voos diários regulares: 140, sendo normalmente 135 nacionais, 2 internacionais e 3 cargueiros.
- balcões de check-in: 62
- pontes de embarque: 14
- portões de embarque: 14 através de pontes e 11 remotos
- esteiras de bagagem: 8
- posições de estacionamento de aeronaves: 32
- Área do terminal de passageiros: 77.160 m²
- Área total do sítio aeroportuário: 6.487.156,99 m²
- Pátio de aeronaves: 143.941 m²[14]

### O Terminal

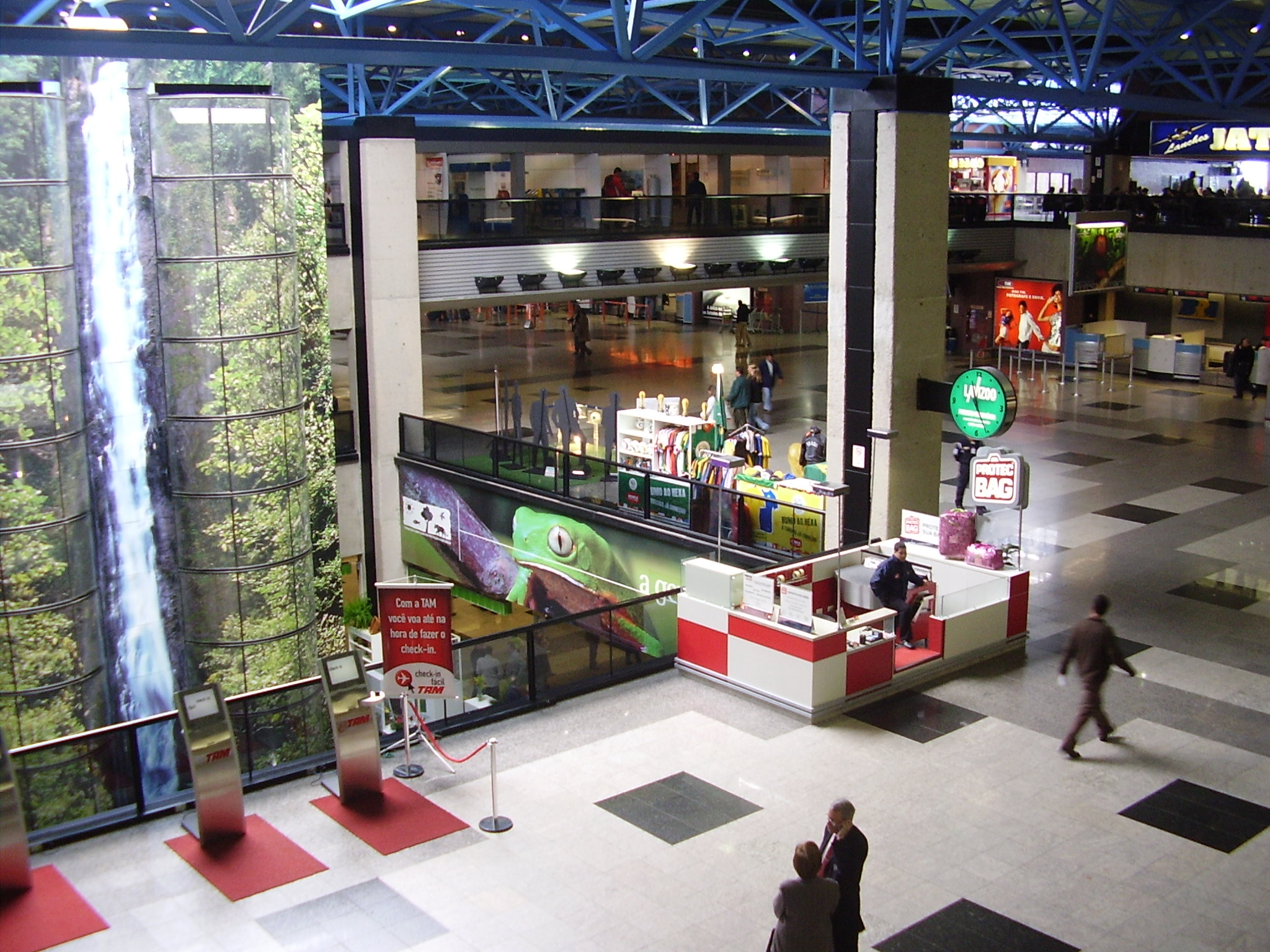
Visão interna do terminal.

O terminal de passageiros do Aeroporto Internacional Afonso Pena foi reformulado em 1996 e conta com uma área de 77,160 m² (conforme site CCR), que lhe dá capacidade de atender 14,9 milhões passageiros por ano e o torna o oitavo maior aeroporto brasileiro. Está entre os vinte aeroportos mais modernos do mundo. Totalmente informatizado, permite o acompanhamento, a partir do Centro de Controle Operacional, de todo o serviço informativo de voo, da vigilância por circuito fechado de televisão, áreas de acesso restrito, consumo de água e energia elétrica e do sistema de proteção contra incêndio.

### Pistas

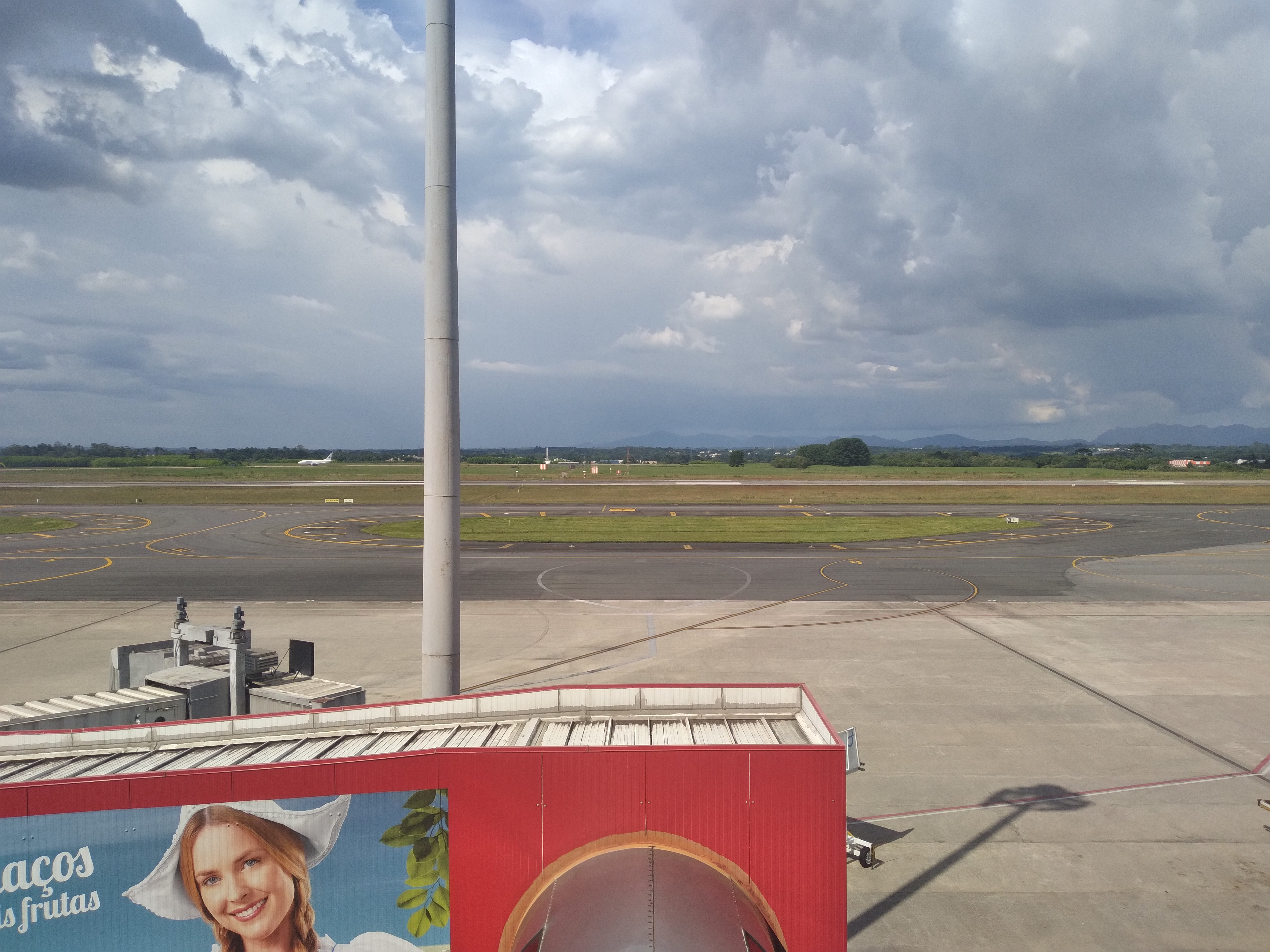
Vista da pista do aeroporto, em 2022.

O traçado da pista principal é o mesmo desde a época da base aérea militar, na Segunda Guerra Mundial.
Opera por instrumentos de precisão diurno e noturno, utilizando-se de avançados sistemas de apoio à navegação aérea: o ALS (Approach Lights System) e o ILS Categoria II (Instruments Landing System). A pista secundária 11/29, com 1 798 metros de comprimento por 45 metros de largura, é mais utilizada em decolagens, quando as condições de vento são favoráveis.

### Obras e Investimentos
O aeroporto de Curitiba recebeu obras de reforma das pistas de pouso e decolagem e das taxiways, além de uma ampliação nos pátios e terminais, tendo em vista a Copa do Mundo FIFA de 2014, porém entregues apenas em 2016. 
A pista foi restaurada e sua iluminação trocada, assim como melhorias nas taxiways e no pátio de manobras.
| Dados Operacionais           | 2011        | 2016         |
| ---------------------------- | ----------- | ------------ |
| Terminal de passageiros (m²) | 45.936      | 77.160       |
| Capacidade do terminal (ano) | 3,5 milhões | 14,9 milhões |
| Demanda Passageiros/ano      | 6,9 milhões | 7,6 milhões  |
| Pátio de aeronaves (m²)      | 84.062      | 143.941      |

## Funcionamento
A movimentação mensal do Aeroporto Internacional Afonso Pena é atualmente de 4.720 pousos + decolagens, 198.000 passageiros embarcados e desembarcados e 4.200 toneladas de carga.
Funciona no Aeroporto Afonso Pena o Sitia - Sistema Integrado de Informações Aeroportuárias.
No terminal de passageiros, elevadores panorâmicos e escadas rolantes servem todos os pavimentos, que possuem instalações especiais para atendimento a portadores de necessidades físicas especiais.
A cobertura em estrutura metálica do terminal, com 15.800 m² de área é composta de telhas anti-ruído.
O estacionamento tem capacidade para 2202 veículos.

## Estatísticas
Ver a consulta original do Wikidata.